# Reichsstraße 168
Die Reichsstraße 168 verlief von Beeskow in Brandenburg mit Anschluss an die R 87 nach Peitz, wo sie an der R 97 endete.
Die Strecke lief über Friedland und Lieberose.